# Twinsbet Arena
Die Twinsbet Arena ist eine Mehrzweckhalle im Stadtteil Šeškinė der litauischen Hauptstadt Vilnius. Je nach Veranstaltungbietet sie bis zu 12.500 Plätze und ist sie derzeit eine der größten und modernsten Veranstaltungshallen des Baltikums. Die Arena ist die Spielstätte des Basketballvereins BC Rytas.

## Geschichte
Die Arena wurde gebaut vom litauischen Energiekonzern UAB Rubicon Group. Der deutsche Mischkonzern Siemens wurde Namenssponsor. Die Eröffnung fand am 30. Oktober 2004 statt. Neben dem Sport finden auch anderen Veranstaltungen wie z. B. Konzerte, Shows oder Versammlungen statt.
2005 wurde direkt neben der großen Halle, innerhalb von 12 Monaten, die Jeep Arena als Trainingsstätte und Spielort bei Partien mit kleinerem Zuschaueraufkommen, errichtet. Sie bietet 2.500 Plätze und kostete 2,3 Mio. Euro. Am 12. Oktober 2009 trafen die russischen Eishockeyclubs Ak Bars Kasan und SKA Sankt Petersburg in der Arena in einem Spiel der Kontinentalen Hockey-Liga aufeinander. Zudem war die Arena Austragungsort der Division I der Eishockey-Weltmeisterschaft 2009. 2011 war die Halle einer von sechs litauischen Austragungsorte der Basketball-Europameisterschaft der Männer.
Nach Ablauf des Vertrages mit Siemens wurde im November 2020 die litauische Unternehmensgruppe Avia Solutions Group aus der zivilen Luftfahrt neuer Namenssponsor und Eigentümer der Veranstaltungsarena. Seit 2024 trägt die Halle den Namen Twinsbet Arena.

## Galerie

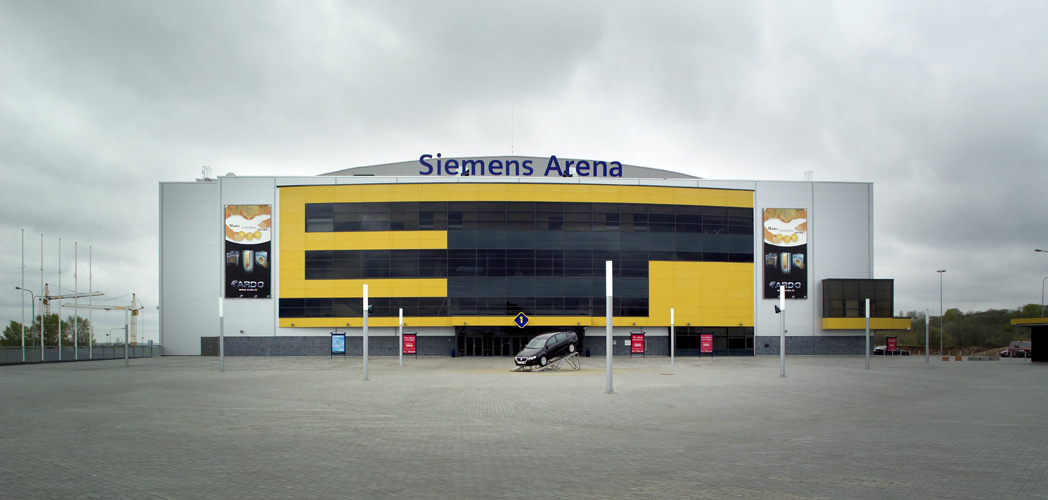
Außenansicht der Arena mit altem Sponsorennamen
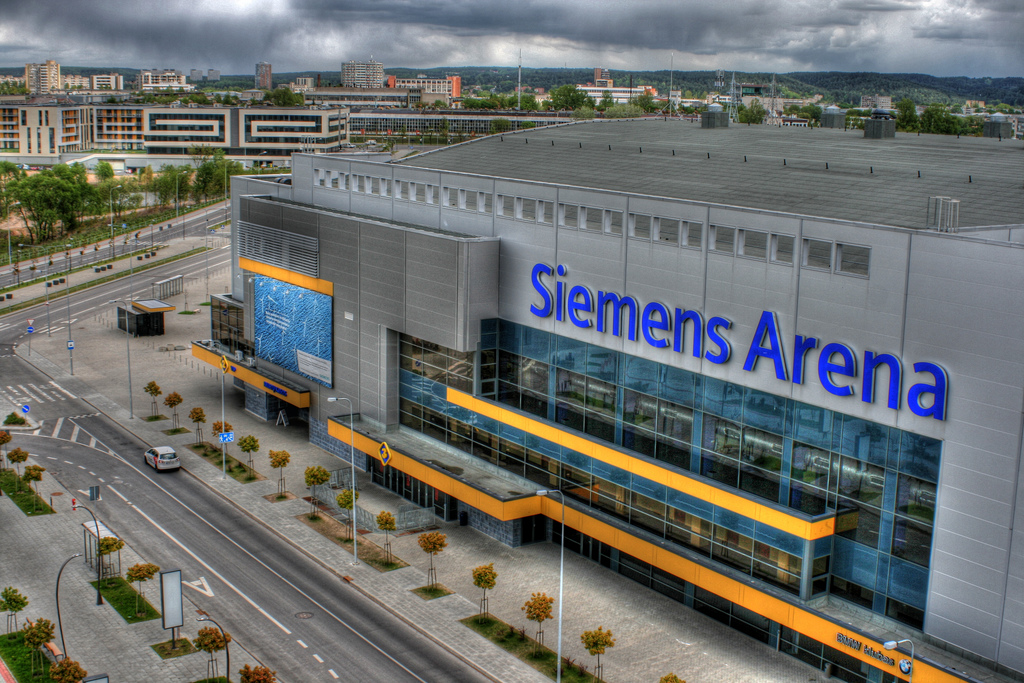
Fassade der Arena
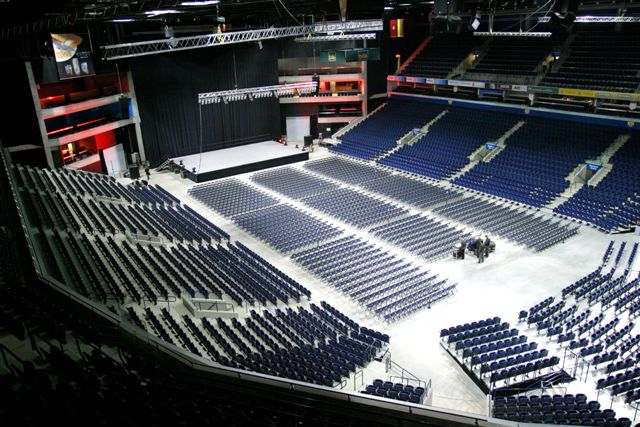
Arena mit bestuhltem Innenraum
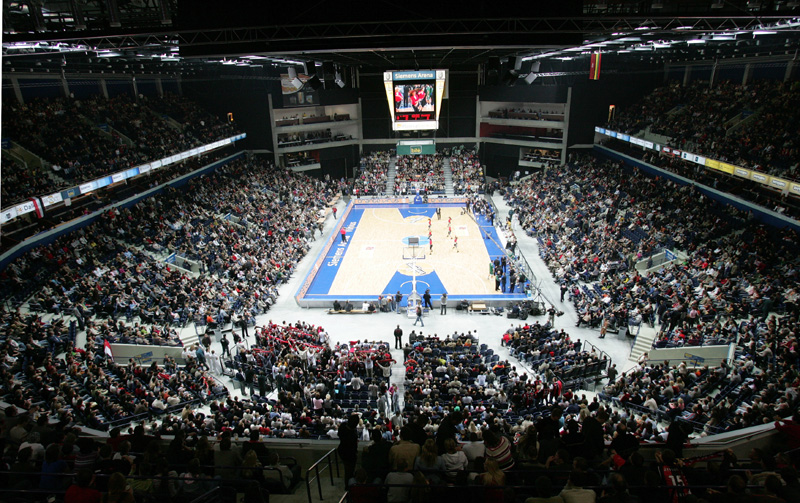
Basketball in der Arena
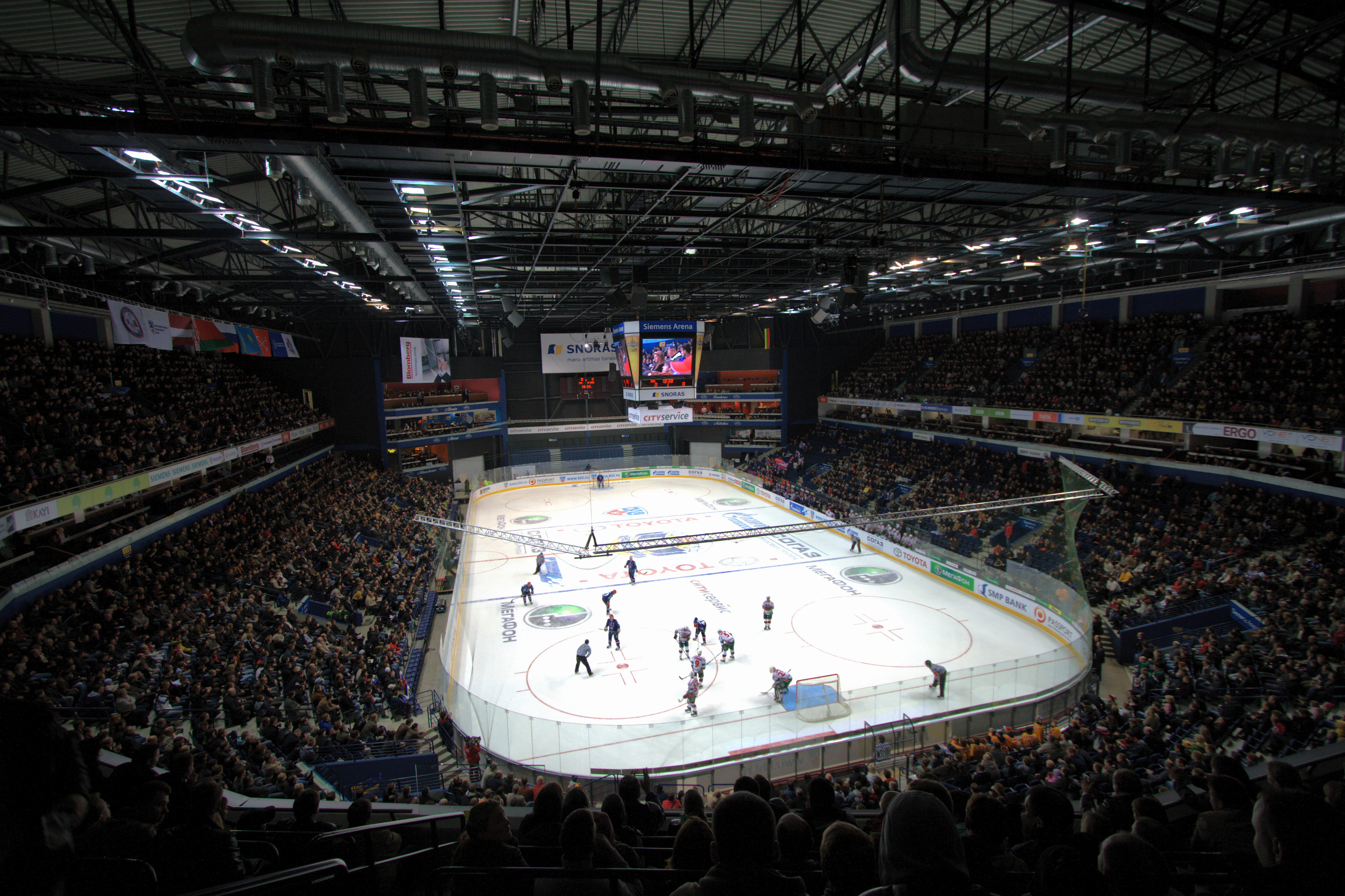
Innenansicht bei einem Eishockeyspiel
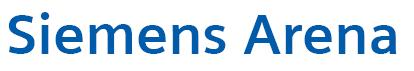
Altes Logo der Halle